# Отчуждение (фильм)
«Отчуждение» (тур. Uzak) — кинофильм режиссёра Нури Бильге Джейлана 2002 года. Фильм удостоен «Гран-при» 56-го Каннского кинофестиваля.
Для актёра Эмина Топрака роль Юсуфа в этом фильме стала последней: 2 декабря 2002 года он погиб в дорожной аварии около города Чан.

## Сюжет
История двух одиноких и отчуждённых мужчин рассказывается на фоне заснеженного и промозглого Стамбула. Юсуф (Эмин Топрак), молодой рабочий из деревни, приезжает в Стамбул, чтобы найти здесь работу в порту на какое-либо судно. Он останавливается у своего родственника Махмута (Музаффер Оздемир), достаточно обеспеченного фотографа. Махмут — внешне полная противоположность неискушённому и необразованному Юсуфу, к которому он испытывает неприязнь. Он состоялся в жизни, является поклонником фильмов Андрея Тарковского. Но в то же время работа Махмута предельно скучна и состоит в фотографировании образцов плитки, он едва может выразить свои эмоции к своей бывшей жене или своей возлюбленной.

## В ролях
- Музаффер Оздемир — Махмут
- Эмин Топрак — Юсуф
- Зухал Генджер — Назан
- Назан Кырылмыш — Серап
- Эбру Джейлан
- Феридун Коч
- Фатма Джейлан

## Награды
- 2003 — Каннский кинофестиваль
  - Гран-при
  - Приз за лучшую мужскую роль — Музаффер Оздемир и Эмин Топрак